# Сент-Джонс (Мічиган)
Сент-Джонс (англ. St. Johns) — місто (англ. city) в США, в окрузі Клінтон штату Мічиган. Населення — 7698 осіб (2020).

## Географія
Сент-Джонс розташований за координатами 43°0′3″ пн. ш. 84°33′20″ зх. д. / 43.00083° пн. ш. 84.55556° зх. д. (43.000864, -84.555681).  За даними Бюро перепису населення США в 2010 році місто мало площу 10,03 км², уся площа — суходіл.

## Демографія
Згідно з переписом 2010 року, у місті мешкало 7865 осіб у 3147 домогосподарствах у складі 2011 родини. Густота населення становила 784 особи/км².  Було 3451 помешкання (344/км²).
Расовий склад населення:
| - 93,9 % — білих - 1,4 % — чорних або афроамериканців - 0,6 % — корінних американців - 0,5 % — азіатів - 0,1 % — вихідців з тихоокеанських островів - 1,2 % — осіб інших рас |

До двох чи більше рас належало 2,3 %. Частка іспаномовних становила 4,6 % від усіх жителів.
За віковим діапазоном населення розподілялося таким чином: 25,4 % — особи молодші 18 років, 59,0 % — особи у віці 18—64 років, 15,6 % — особи у віці 65 років та старші. Медіана віку мешканця становила 37,2 року. На 100 осіб жіночої статі у місті припадало 91,2 чоловіків;  на 100 жінок у віці від 18 років та старших — 86,3 чоловіків також старших 18 років.
Середній дохід на одне домашнє господарство  становив 55 847 доларів США (медіана — 38 676), а середній дохід на одну сім'ю — 68 765 доларів (медіана — 51 927). Медіана доходів становила 46 280 доларів для чоловіків та 34 250 доларів для жінок. За межею бідності перебувало 19,6 % осіб, у тому числі 30,0 % дітей у віці до 18 років та 7,2 % осіб у віці 65 років та старших.
Цивільне працевлаштоване населення становило 3163 особи. Основні галузі зайнятості: освіта, охорона здоров'я та соціальна допомога — 23,7 %, роздрібна торгівля — 14,4 %, виробництво — 11,4 %, науковці, спеціалісти, менеджери — 8,8 %.